# Beyne-Heusay
Beyne-Heusay (wa. Binne-Heuzea) – miejscowość i gmina (commune) w Belgii, w Regionie Walońskim, w prowincji Liège, w okręgu Liège. 1 stycznia 2024 roku liczyła 12 018 mieszkańców.

## Podział administracyjny
W skład gminy wchodzą dwie dzielnice (section):
- Bellaire
- Queue-du-Bois

## Współpraca
Miejscowość partnerska:
- Wasquehal, Francja